# Pelargonium moniliforme
Pelargonium moniliforme gehört zur Gattung Pelargonium innerhalb der  Familie der Storchschnabelgewächse (Geraniaceae).

## Merkmale
Die Art wächst als Geophyt hat zum Zeitpunkt der Blüte eine Höhe von bis zu 40 Zentimeter. Die einfachen oder dreigeteilten Blätter besitzen einen Stiel und eine breit eiförmige bis rhombische Blattspreite. Auf der Oberseite der Blätter befinden sich lange Drüsenhaare und an der Unterseite sind die Hauptadern behaart.
An dem unverzweigten Blütenstand werden 12 bis 40 Einzelblüten ausgebildet. Der Blütenbecher ist sehr lang. Die fünf, spatelförmigen Kronblätter sind cremefarben bis gelb gefärbt. Die beiden oberen Kronblätter besitzen jeweils in der Mitte einen weinroten Fleck, bei den drei unteren wird dieser nur gelegentlich ausgebildet. Es sind fünf gerade und fertile Staubblätter vorhanden, die aus der Blüte herausragen. Die Staubbeutel sind weinrot und der Pollen orange gefärbt. Die Narbe ist dunkelrosa.

## Vorkommen
Pelargonium moniliforme kommt aus den südafrikanischen Provinzen Nordkap und Westkap.

## Taxonomie
Die Erstbeschreibung erfolgte 1860 durch William Henry Harvey.
Ein Synonym für die Art ist Geraniospermum moniliforme (Harv.) Kuntze (1891). Eine nahe verwandte Art ist Pelargonium vinaceum.
Die Art gehört zur Sektion Hoarea (Sweet) DC. Sie wird in der Roten Liste der gefährdeten Pflanzenarten Südafrikas als „Least Concern“ = „nicht gefährdet“ bewertet.

## Nachweise